# Ernst Stille
Ernst Stille (* 26. Januar 1877 in Hannover; † 14. März 1939 ebenda) war ein deutscher Architekt und sozialpolitisch bedeutsamer Krankenkassen-Funktionär.

## Leben

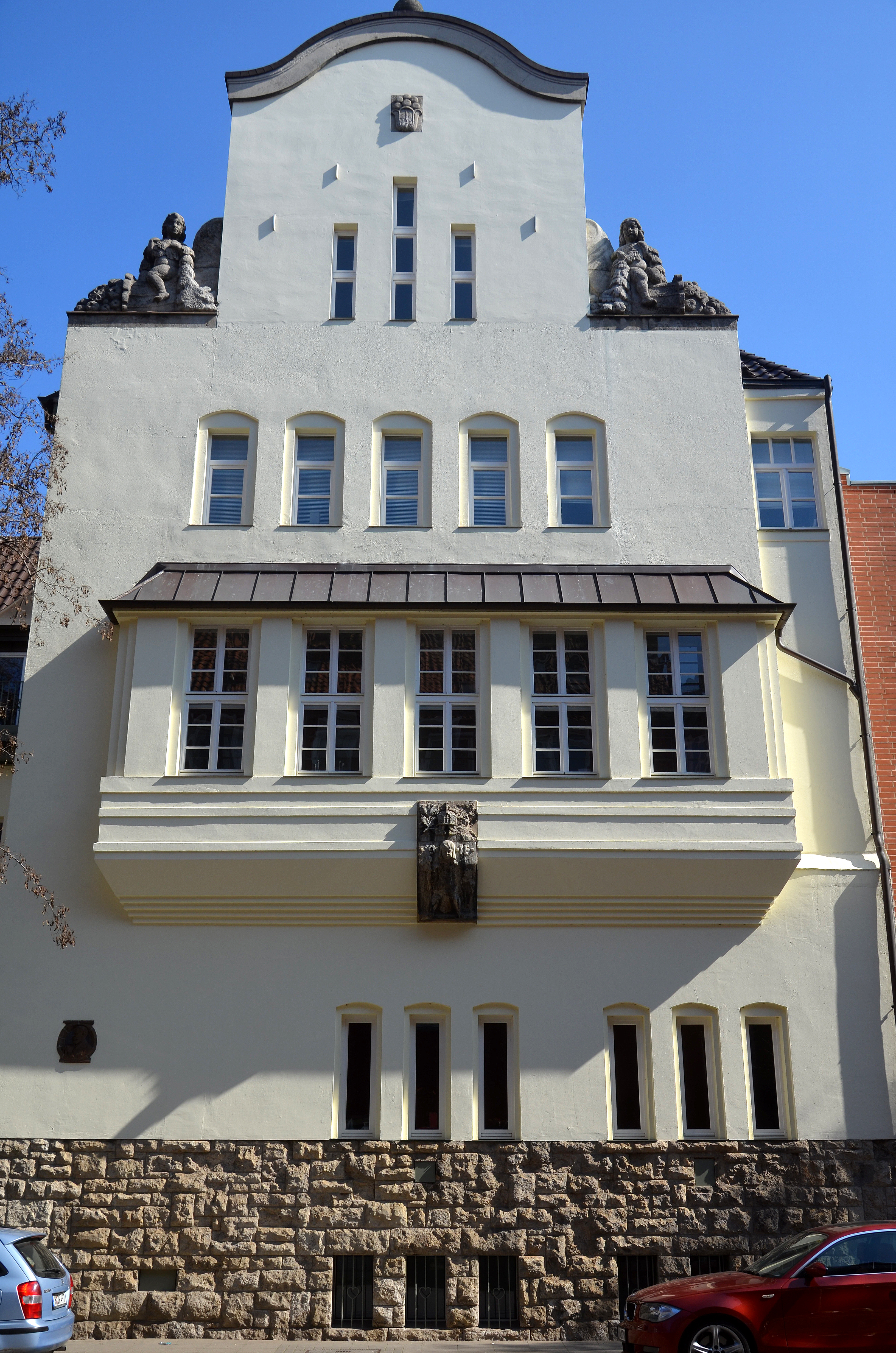
Die – heutige – Dieterichsstraße 17 in Hannover, 1915 als Gemeindehaus für die Gartenkirchengemeinde durch die Brüder Stille errichtet

### Familie
Ernst Stille war der Sohn des Maurermeisters und Architekten Friedrich Stille und der Bruder des Architekten Heinrich Stille.

### Werdegang
Nach seinem Studium an der Baugewerkschule in Höxter studierte Ernst Stille von 1898 bis 1902 an der Technischen Hochschule in Hannover.
Ernst Stille arbeitete als selbständiger Architekt in Hannover und war mit seinem Bruder Heinrich assoziiert. Daneben unterrichtete er zeitweilig als Lehrer an der hannoverschen Kunstgewerbeschule.
1901 trat Stille der Bauhütte zum weißen Blatt bei.

## Werke (sofern bekannt)

### Eigene Bauten
- 1908–1909: Burgdorf in der Region Hannover: Uetzer Straße: Friedhofskapelle[3]

### In Zusammenarbeit mit Heinrich Stille (soweit bekannt)
- um 1905: Hannover, Walderseestraße 2, Landhaus J. Stille[3]
- 1908 Hesel: Evangelisch-lutherische Kirche St. Liudgeri;
  - Wettbewerbsentwurf für den Kirchturmbau (3 Alternativentwürfe), nicht ausgeführt
  - Ausführung 1909 nach Entwurf des Architekten Walter Saran, Hannover[3]
- um 1914: Hannover, Richard-Wagner-Straße Ecke Lortzingstraße: Wohngebäude[3]
- 1915: Hannover, Gemeindehaus der evangelisch-lutherischen Gartenkirche
  - Wettbewerbsentwurf „Backstein“ für den Neubau (2. Preis)
  - Ausführung: Heinrich und Ernst Stille[3]

## Archivalien
Archivalien von und über Ernst Stille finden sich beispielsweise
- im Archiv der Bauhütte Hannover, das teilweise im Stadtarchiv Hannover und teilweise im Vereinshaus Hannover in der Braunstraße 28 untergebracht ist.[3]